# Zhongliang, Wuxi
Zhongliang (kinesiska: 中梁) är en socken i sydvästra Kina. Den ligger i häradet Wuxi i storstadsområdet Chongqing, omkring 350 kilometer nordost om det centrala stadsdistriktet Yuzhong. Antalet invånare är 3 861. Befolkningen består av 1 819 kvinnor och 2 042 män. Barn under 15 år utgör 20,0 %, vuxna 15-64 år 66 %, och äldre över 65 år 12,0 %.